# Plotheia sublata
Plotheia sublata är en fjärilsart som beskrevs av Embrik Strand 1917. Plotheia sublata ingår i släktet Plotheia och familjen trågspinnare. Inga underarter finns listade i Catalogue of Life.